# Reforma agrară din 1921
Statele succesorale care apar în urma destrămării Imperiilor Germane, Austro-Ungare sau Otomane se confruntă cu două probleme-cheie, ale căror soluționări sunt necesare în cel mai scurt timp, în vederea consolidării statului național și anume problema agrară și problema constituțională. Aceste state moștenesc regimul funciar ale marilor proprietăți, care le aparține minorităților dominante (germanii și maghiarii) sau aristocrației locale. Astfel, în perioada imediat următoare a recunoașterii noilor granițe se votează aceste legi, în diferite variante, care au ca scop împărțirea pământului țăranilor, participanții direcți la Primul Război Mondial. De asemenea în perioada 1919-1923 se eliberează și noile constituții cu caracteristici generale: separarea puterii în stat, una sau două Camere alese prin vot direct și universal.

## Situația socială
În Regatul României spre sfârșitul secolului al XIX-lea și începutul secolului al XX-lea apar mișcări sociale tot mai puternice, care vor culmina cu răscoala din 1907. În prima jumătate a secolului al XX-lea, agricultura este în continuare principala ocupație din mediul rural. Populația rurală atinge în anul 1930 cifra de 14, 4 milioane oameni, adică 79,8 % din totalul de locuitori. În Muntenia, din totalul populației, 72,9 % (2,9 milioane) trăiau la sate, în Transilvania 83,9 % (2,7 milioane), în Basarabia 87,1 % (2,5 milioane), în Crișana și Maramureș 80,1 % (1,1 milioane). În funcție de mărimea suprafeței de pământ deținute, proprietarii făceau parte din categorii sociale diferite. Cei care dețineau peste 50 de ha erau chiaburii, ei foloseau mâna de lucru plătită și aveau suficient pământ pentru a-și satisface toate nevoile. Ei erau urmați de țăranii înstăriți, care aveau între 10–50 de ha și lucrau pământul alături de muncitori. Din următoarea categorie făceau parte micii gospodari care aveau în proprietate între 3–10 ha și dețineau suficiente animale pentru a lucra pământul, dar rareori angajau mâna de lucru. Gospodarii dependenți aveau între 1–3 ha, nu dețineau unelte agricole sau animale și erau nevoiți să lucreze și în afara agriculturii pentru a-și întreține familiile. Acest lucru îl făceau și cei care aveau în proprietate pământ sub un hectar pentru a-și menține traiul zilnic. Ultima categorie socială era muncitorul agricol fără pământ, al cărui număr în anul 1930 încă era în jurul a 500 de mii de țărani.
În Regatul României proprietățile mai mari de 50 de ha erau stăpânite de aproximativ 5000 de proprietari (0,6 % din totalul proprietarilor de pământ) care dețineau aproape 4 milioane de ha, în timp ce restul pământului agricol, de 3,8 milioane de ha, se afla în proprietatea a 920.939 de familii de țărani. În același timp aproximativ 300.000 de familii erau total lipsite de pământ, circa 420.000 de familii aveau între ½–3 ha de pământ, iar 360.000 de familii între 3–5 ha de pământ. Situația este asemănătoare și în Transilvania, aici cele 6126 de gospodării moșierești de peste 100 de iugăre reprezentau 0,72 % din totalul exploatărilor, dar stăpâneau 35,74 % din terenul cultivabil, iar cele de peste 1000 de iugăre, 25,13 % din suprafața totală. În Transilvania, 598.132 de proprietăți aveau până la 10 iugăre, adică peste 71 % din totalul gospodăriilor. 4601 de mari proprietari stăpâneau circa 2,7 milioane de ha de pământ agricol, adică circa 37 % din suprafața funciară, în timp ce 843.448 de proprietari dețineau 2,5 milioane de ha, adică 34 % din suprafața totală. Apartenența pământului în funcție de naționalitatea proprietarului arată că peste 70 % din totalul terenului agricol era în posesia maghiarilor. Dintre proprietățile între 100-1000 de iugăre, 61,4 % erau în posesia maghiarilor, 20,3 % în posesia românilor și 16,1 % aparținea germanilor. Proprietățile de peste 1000 de iugăre, într-un procentaj de 81 % erau ale maghiarilor, 7,7 % ale germanilor și 5,5 % ale românilor. 81 % din moșiile de peste 100 de iugăre și 93,7 % din cele de peste 1000 de iugăre erau în posesia maghiarilor. Din totalul exploatațiilor care aveau între 0,1 iugăre și 5 iugăre, 70,5 % aparținea românilor, în timp ce dintre cele între 5-10 iugăre 69,4 %.
La începutul secolului al XX-lea se dezvoltă și se răspândește arenda. În această perioadă aproximativ 336.000 de ha de teren agricol erau arendate, cei care luau pământ în arendă erau, în special, chiaburii, o parte a moșierimii care produceau pentru a vinde și țăranii, nevoiți de a-și întreține familiile. Din totalul de familii de țărani în 1905 din Regat, care aveau o proprietate agricolă de 5-10 ha, 42 % era teren luat în arendă. Pe aceste exploatații, munca în dijmă era răspândită pe circa 2/3 din totalul lor. În Transilvania erau circa 116.000 de dijmași țărani, din care circa 9000 nu avea pământ deloc iar 105.000 aveau mai puțin de 5 iugăre.

## Reacții politice

### Până în 1914
În urma situației critice în care se afla țăranul român, realizarea unei reforme agrare și rezolvarea problemei agrare se regăsește în programul mai multor partide, încă din perioada antebelică. Legiferarea reformei agrare a luat un timp îndelungat în toate provinciile istorice datorită importanței înfăptuirii reformei. În sânul Partidului Liberal, imediat după Răscoala din 1907, s-au conturat mai multe orientări, chiar și contradictorii în privința rezolvării acestei probleme, însă atât în 1907, cât și în urma manifestului-program, liberalii se pronunță împotriva realizării unei ample reforme agrare, idee susținută în special de cercurile „poporaniste”, avându-l în frunte pe Constantin Stere. La fel ca și liberalii, doar o parte din membrii Partidului Conservator susțin menținerea actualului sistem moșieresc. Constantin Garoflid propune primul plan de împroprietărire, prin exproprierea a 500.000 de ha teren agricol aparținând moșierilor și 500.000 ha aparținând statului. Reducerea proprietăților moșierești prin arendare sau vânzare către țărani, dezvoltând astfel economia capitalistă, era susținută și de Partidul Conservator-Democrat, condus de Take Ionescu. La 21 februarie/5 martie 1908 se înființează de către stat, în colaborare cu capitalul privat, Casa Rurală care avea ca scop cumpărarea, parcelarea și vânzarea moșiilor către țărani în loturi de câte 5 ha. În urma celui de-al Doilea Război Balcanic, din dorința de a ajunge la putere și de a preveni, în urma preluării cabinetului, mișcări sociale ca cele din 1907, Partidul Liberal propune realizarea unei ample reforme agrare, dar limitată, prin exproprierea tuturor moșiilor care depășeau 1.000 de ha.

### 1914 - 1918
În urma votării rezoluțiilor de modificare a Constituției, Parlamentul se dizolvă și se organizează noi alegeri pentru Adunarea Constituantă. În data de 14 mai 1914, se înființează Adunare Constituantă în vederea modificării Constituției. În urma evenimentelor politice care au urmat, Adunarea și-a întrerupt activitatea, urmând a se relua la Iași în mai-iunie 1917, unde urmează să modifice articolul 19 din Constituție în așa fel încât exproprierea devine posibilă pentru cauze de utilitate națională. Regele Ferdinand, într-un discurs mobilizator susținut pe front, le promite țăranilor, cei care alcătuiau grosul armatei, pământ. O lună mai târziu regele reînnoiește promisiunea făcută printr-o nouă proclamație. Exproprierea se făcea în următoarea ordine: se expropriază terenurile cultivabile ale Coroanei, fundațiilor, persoanelor juridice, proprietățile rurale ale persoanelor cu domiciliu în străinătate, 2.000.000 de ha ale proprietarilor privați, progresiv, lăsând un teren intangibil de 100 de ha. Despăgubirea se făcea prin titluri de rentă cu o dobândă anuală de 5%. Aceasta prevedea doar exproprierea terenului, nu și împroprietărirea țăranului și intra în vigoare la 6 luni după încheierea războiului.

### Perioada României Mari
Guvernul Brătianu, în decembrie 1918, emite două decrete prin care se expropriau: domeniile Coroanei, Casei Rurale, instituțiilor, proprietățile rurale ale supușilor străini și ale absenteiștilor. Pentru completarea celor 2.000.000 de ha, se expropria terenurile proprietarilor privați de peste 100 de ha, fiecăruia dintre ei i se lăsa un minim intangibil de 100-500 de ha. Exproprierea se făcea pe proprietate și pe proprietăți. Pământul expropriat nu era vândut direct țăranului, ci arendat obștilor sătești constituite cu ajutorul Casei centrale a cooperației și împroprietăririi; tot în acest timp trebuiau rezolvate și toate litigiile legate de expropriere. Datorită particularităților locale și regionale s-au elaborat mai multe legi pentru înfăptuirea reformei agrare, îndeosebi pe regiuni istorice.
În Transilvania realizarea unei reforme agrare „radicale” în vederea împroprietăririi și asigurării existenței țăranilor, se regăsește în Rezoluția de la Alba Iulia. Aici, Consiliul Dirigent a fost însărcinat de guvernul central să realizeze reforma agrară. Decretul-lege elaborat sub îndrumarea lui Victor Bontescu, șeful resortului agriculturii, era unul radical, se cerea exproprierea în întregime a tuturor proprietăților străinilor (cei care vor opta pentru o altă cetățenie), celor care erau domiciliați în străinătate, iar conform articolului al doilea ulterior se vor putea expropria mai multe categorii de proprietăți. Aici, spre deosebire de Regat, exproprierea se realiza pe proprietari și permitea și exproprierea pădurilor. De asemenea exproprierea era realizată pentru o cauză de utilitate publică, termen care includea și interesele minorităților, și asigura că nu era îndreptată împotriva lor. În următoarea perioadă se aduc mai multe modificări și completări legilor agrare, ajungând să fie sancționate de rege în forma finală abia în 13 martie 1920 pentru Basarabia, 17 iulie 1921 pentru Moldova, Muntenia, Oltenia și 30 iulie 1921 pentru Transilvania, Banat, Crișana și Maramureș .

## Reforma agrară
Deși erau patru legi diferite elaborate și sancționate, în esență principiile lor erau identice. În Vechiul Regat se expropria parțial pământul cultivabil astfel:
- pământul cultivat de la 100 ha în sus ale moșiilor arendate și folosite de arendași la data votării legii;
- pământul cultivat de proprietari dacă era un lot mai mare de 100 ha în zonele de deal și munte, sau 150, 200, 250 ha la șes în funcție de cererea de împroprietărire;
- pământul cultivat de proprietari unde s-au investit în utilaje, clădiri, dacă era o suprafață mai mare de 100 de ha la munte și deal, sau 200, 300 și 500 ha la șes în funcție de cerere.

În Transilvania, se expropria parțial, pământul cultivat de proprietar dacă depășea suprafața de 50 de iugăre la munte, 100 de iugăre la deal și 200, 300 și 500 de iugăre în funcție de cererea de împroprietărire. Aceasta se făcea prin loturi tip de 7 iugăre și loturi de completare până la 7 iugăre. Exproprierea atingea pe toți proprietarii privați fără să țină cont de calitatea lor juridică, caracterul imobilului sau naționalității. În Transilvania se expropriază în întregime toate proprietățile rurale și extravilane urbane aparținând persoanelor juridice care urmăresc satisfacerea unui interes public, pământul rural al absenteiștilor (absenteist fiind considerat cel care de la 1 decembrie 1918 până la depunerea legii a lipsit din țară chiar și o singură zi fără a avea vreo însărcinare oficială în străinătate, excepție făcând proprietățile rurale până la 50 de iugăre), iar în Vechiul Regat proprietățile rurale ale supușilor statelor străine, fie că sunt străini prin originea lor, fie că au devenit străini prin căsătorie, proprietățile rurale ale absenteiștilor, pământul cultivabil al Domeniului Coroanei și Casei rurale .
Au fost expropriate până în 1937 peste 5,8 milioane de hectare de pământ, din care 3,9 milioane teren cultivabil, 1 milion ha de islazuri, 0,6 milioane ha păduri, 0,06 milioane ha teren neproductiv. Reforma agrară a contribuit la extinderea și consolidarea proprietăților țărănești, de aseamenea a redus considerabil dependența țăranilor față de marii proprietari, s-au desființat și latifundiile, moșiile care dispuneau de mii de hectare teren agricol cultivabil, însă a confirmat existența moșiilor care dispuneau de câteva sute de hectare. Acest lucru se observa și în Anuarul statistic al României din 1935-1936, conform căruia rămăseseră doar 2.700 de moșii cu pământ de peste 500 ha și aproximativ 9.500 de exploatații cu pământ deținut între 100-500 de ha. În urma înfăptuirii reformei agrare, numărul contribuabililor agricol, conform recensământului Ministerului de Finanțe, crește accentuat :
| Anul recensământului | Contribuabili | Ha de teren deținut |
| -------------------- | ------------- | ------------------- |
| 1923                 | 3.813.964     | 13.685.919          |
| 1927                 | 3.834.058     | 14.404.469          |
| 1931                 | 4.019.241     | 14.110.497          |

În Transilvania au fost expropriate aproximativ 1.600.000 ha (3.769 de moșii, din care 2.218 aparțineau maghiarilor, 555 românilor, 443 evreilor, 424 germanilor, etc.) din 8.564.950 de ha care reprezenta întinderea totală a proprietăților rurale. După unele surse maghiare au fost expropriate și bisericile evanghelice germane, 55% din totalul bunurilor până în 1924 și restul bunurilor până în 1937. Aceste proprietăți au fost împărțite bisericii greco-catolice și asociației culturale „Așezământul Cultural Mihai Viteazul”.
În Transilvania, 63% din cei împroprietăriți în urma reformei agrare aveau naționalitate română, în timp ce 37% aveau o altă naționalitate. Situația loturilor individuale în Transilvania, la sfârșitul anului 1924 arăta astfel:
| Naționalitate      | Loturi definitive | Loturi provizorii |
| ------------------ | ----------------- | ----------------- |
| Români             | 31.510            | 215.176           |
| Maghiari           | 10.819            | 44.603            |
| Germani            | 1.585             | 19.365            |
| Cehi               | 209               | 1.412             |
| Saxoni             | 1.012             | 1.001             |
| Saxoni             | 113               | 4.378             |
| Bulgari            | 149               | 1.152             |
| Țigani             | 372               | 372               |
| Ruteni             | 25                | 396               |
| Israeliți          | 15                | 100               |
| Alte naționalități | 10                | 1.014             |

După mărimea loturilor primite, situația în Transilvania în anul 1928 era următoarea  :
| Suprafață | Număr de săteni |
| --------- | --------------- |
| 1 iugăr   | 67.226          |
| 2 iugăre  | 83.967          |
| 3 iugăre  | 68.557          |
| 4 iugăre  | 43.980          |
| 5 iugăre  | 14.745          |
| 6 iugăre  | 999             |
| 7 iugăre  | 1.183           |

Majoritatea celor care au fost împroprietăriți și nu aveau origine română erau „inamici de ieri”, foști soldați în armata ungară, cei care au luptat împotriva României în Primul Război Mondial.
Reforma agrară nu a rezolvat însă adevăratele problemele ale țăranilor. În Transilvania, la un an după încheierea reformei, peste 90% din proprietari care dețineau până la 10 ha, posedau doar 52,5% din suprafața agricolă, în timp ce cei peste 9% stăpâneau 47,5%. Prin felul în care s-a efectuat și în urma reformei, antagonismul dintre țărani și mari proprietari s-a acutizat.